# Dicranota (Rhaphidolabis) nuptialis
Dicranota (Rhaphidolabis) nuptialis is een tweevleugelige uit de familie Pediciidae. De soort komt voor in het Nearctisch gebied.